# Danuta Kmieć
Danuta Kmieć, z d. Chwalińska (ur. 28 grudnia 1934 w Wieluniu, zm. 11 maja 1988 w Krakowie) – polska siatkarka, brązowa medalistka mistrzostw Europy (1955), trzykrotna mistrzyni Polski.

## Kariera sportowa
Przez całą karierę sportową związana z Wisłą Kraków, z którą zdobyła mistrzostwo Polski w 1959, 1969 i 1970, wicemistrzostwo Polski w 1958, 1960, 1966 i 1971, brązowy medal mistrzostw Polski w 1955, 1956, 1961, 1962, 1963, 1965 i 1968.
W 1955 wystąpiła 11 razy w reprezentacji Polski seniorek, zdobywając brązowy medal mistrzostw Europy. Pochowana na Cmentarzu Podgórskim w Krakowie (kwatera IIIc-1-16).

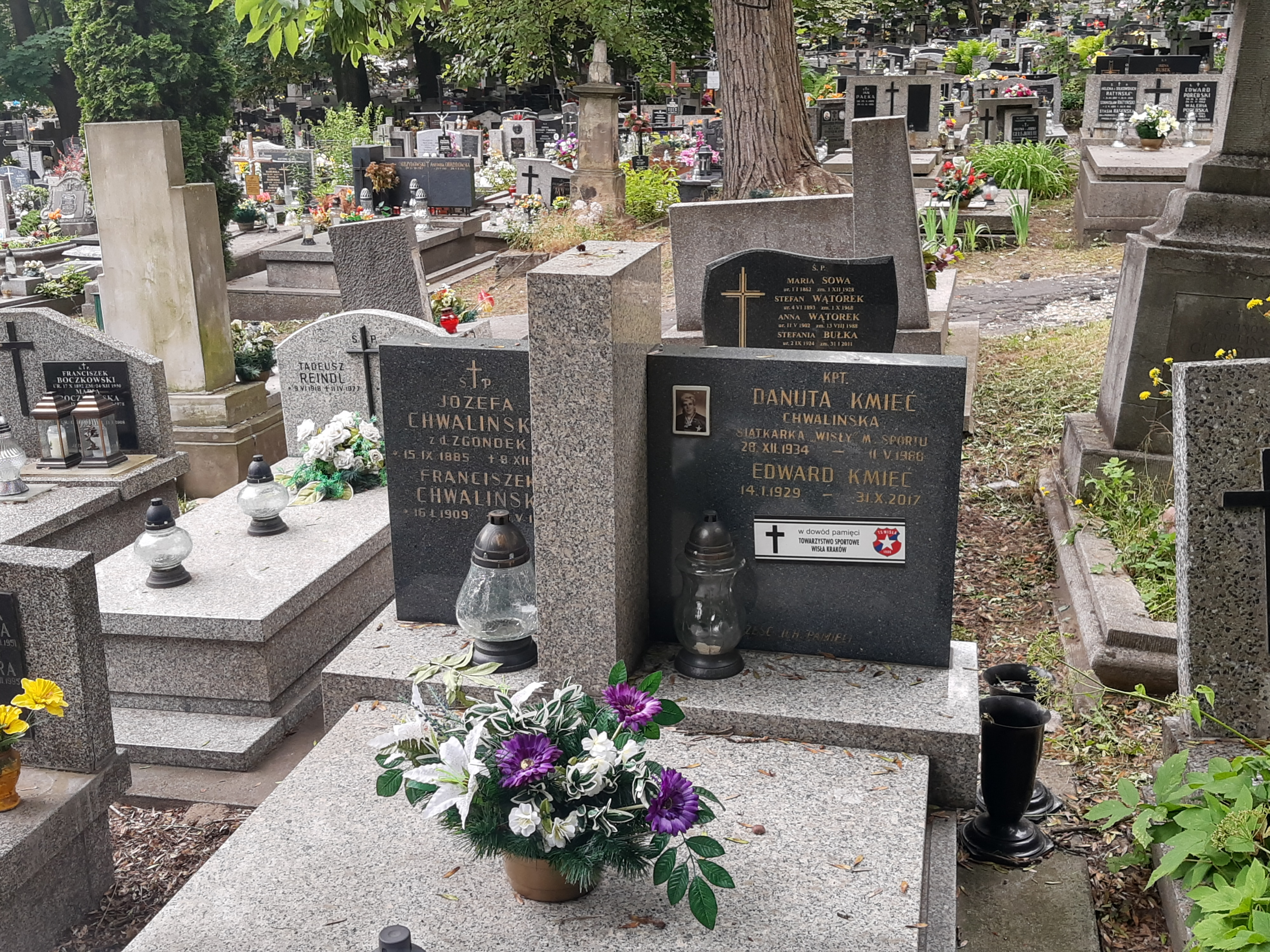
Grób Danuty Kmieć na Cmentarzu Podgórskim